# Błonie (gmina)
Pour les articles homonymes, voir Błonie.
Błonie est une gmina mixte du powiat de Varsovie-ouest dans la Voïvodie de Mazovie, dans le centre-est de la Pologne.
Son siège administratif (chef-lieu) est la ville de Błonie, qui se situe environ 13 km à l'ouest d'Ożarów Mazowiecki (siège de la powiat) et 27 km à l'ouest de Varsovie(capitale de la Pologne).
La gmina couvre une superficie de 85,84 km2 pour une population de 19 837 habitants en 2006, avec une population de Błonie de 12 259 habitants,et une population de la partie rurale de la gmina de 7 578.

## Géographie
Outre la ville de Błonie, la gmina inclut les villages et localités de:

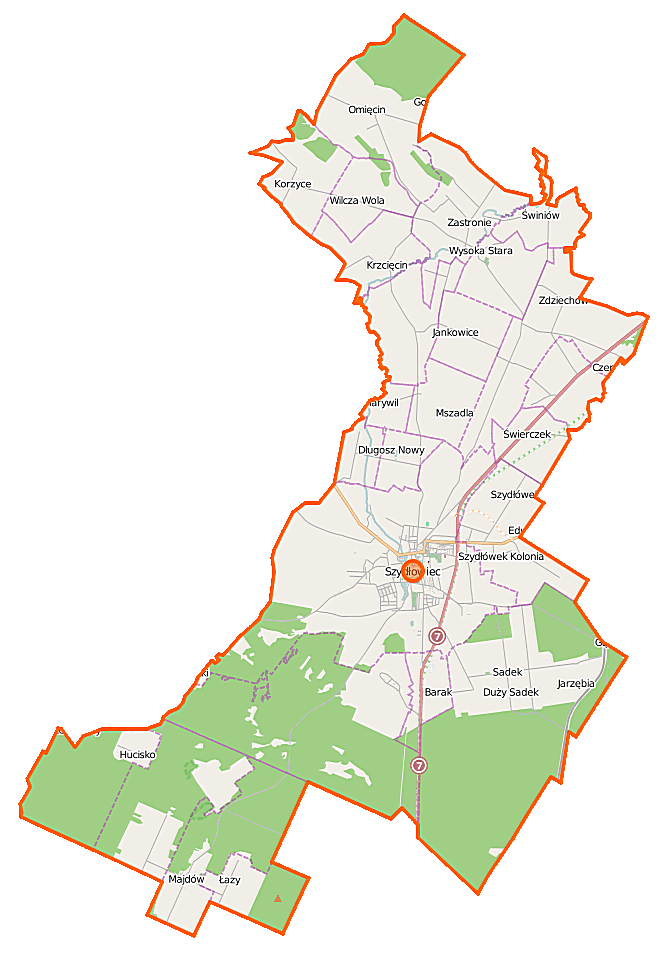
Plan de la gmina

- Białutki
- Białuty
- Bieniewice
- Bieniewo-Parcela
- Bieniewo-Wieś
- Błonie-Wieś
- Bramki
- Cesinek
- Cholewy
- Dębówka
- Górna Wieś
- Konstantów
- Kopytów
- Łąki
- Łaźniew
- Łaźniewek
- Marysinek
- Nowa Górna
- Nowa Wieś
- Nowe Faszczyce
- Nowy Łuszczewek
- Odrzywół
- Pass
- Piorunów
- Radonice
- Radzików
- Radzików-Wieś
- Rochaliki
- Rokitno
- Rokitno-Majątek
- Stare Faszczyce
- Stary Łuszczewek
- Wawrzyszew
- Witanów
- Witki
- Wola Łuszczewska
- Żukówka

### Gminy voisines
La gmina de Błonie borde les gminy de:
- Baranów
- Brwinów
- Grodzisk Mazowiecki
- Leszno
- Ożarów Mazowiecki
- Teresin.

## Structure du terrain
D'après les données de 2002, la superficie de la commune de Błonie est de 85,84 km2, répartis comme telle :
- terres agricoles : 86%
- forêts : 0%

La commune représente 16,11% de la superficie du powiat.

## Démographie
Données du 30 juin 2004 :
| Description        | Total  | Total | Femmes | Femmes | Hommes | Hommes |
| ------------------ | ------ | ----- | ------ | ------ | ------ | ------ |
| Unité              | Nombre | %     | Nombre | %      | Nombre | %      |
| Population         | 19 700 | 100   | 10 347 | 52,5   | 9 349  | 47,5   |
| Densité (hab./km²) | 229,5  | 229,5 | 120,5  | 120,5  | 108,9  | 108,9  |